# Mortadel et Filémon (série télévisée)
Pour les articles homonymes, voir Mortadel et Filémon (homonymie).
Mortadel et Filémon, connue en version française sous le titre Mort et Phil, est une série télévisée d'animation espagnole, produite et réalisée par Claudio Biern Boyd, inspirée des personnages de la franchise homonyme créée par Francisco Ibáñez.
Elle est la première série proprement dite, bien que des courts métrages d'animation des personnages aient été réalisés entre 1966 et 1971. La série est produite par Ediciones B, Antena 3 et la chaîne de télévision privée allemande RTL Television. Produite en 1994, elle est diffusée en Espagne du 14 janvier au 9 avril 1995, et dans l'espace francophone européenne sur Cartoon Network à la fin des années 1990 et début des années 2000.

## Synopsis
Mort et Phil s'occupent dans leur quotidien avant d'être interrompus comme d'habitude par leur chef Monsieur L., ou l'un de leurs collègues agents (qui sont soit humains, soit animaux). Le duo finit ensuite par se rendre dans les bureaux de leur agence, la T.I.A., en empruntant des passages secrets, avant de se voir confier une mission au péril de leur vie.
À la fin de chaque épisode, le duo ne parvient jamais à réussir sa mission, et finit soit à l'hôpital, soit pris en chasse par un Monsieur L. furieux et armé (bombe, fusil, mitraillette...).

## Production et diffusion
La série est diffusée à l'origine en Espagne les samedis et dimanches matin sur Antena 3 du 14 janvier au 9 avril 1995. Elle est rediffusée sur Localia Televisión et Fox Kids en 2003, sur Neox en 2008 et sur Canal Panda en 2012. En dehors de l'Espagne, la série est diffusée en Allemagne, en France (sur Cartoon Network, au Royaume-Uni, en Belgique, au Chili, au Mexique et en Afrique du Sud.
Le créateur des personnages, Francisco Ibáñez, participe au dessin de certains décors et à la sélection des voix, tout en faisant partie de l'équipe de sélection des bandes dessinées, qui comprenait également Ediciones B, responsable de la publication des bandes dessinées, et une équipe de BRB Internacional, les mêmes personnes qui superviseront ensuite les storyboards. La série bénéficie d'un budget de 650 millions de pesetas et d'environ 25 millions de pesetas par épisode.
Toute la production de la série est espagnole : l'adaptation du scénario, le design, le doublage et le son. Mais l'animation est réalisée en Chine, pour réduire les coûts.

## Épisodes
Au total, 26 épisodes auto-conclusifs sont réalisés, répartis en deux saisons de 13 épisodes. Chaque épisode dure environ vingt-cinq minutes et comprend plusieurs des dessins animés les plus célèbres des personnages (également sélectionnés par Francisco Ibáñez) dans lesquels apparaissent tous les personnages habituels : Monsieur L, les secrétaires Ofelia et Irma et le Pr Bacterium. Dans sa version en français, la série est traduite en Belgique sous le titre de Mort et Phil.

### Première saison
| Numéro | Titre (VFB)                                       | Adapté de (bande dessinée)         | Date de diffusion (Espagne) |
| ------ | ------------------------------------------------- | ---------------------------------- | --------------------------- |
| 1      | Le Sulfate atomique                               | El sulfato atómico                 | 14 janvier 1995             |
| 2      | Hypno le magicien                                 | Magín el Mago                      | 15 janvier 1995             |
| 3      | Le Cas des voyous                                 | Los gamberros                      | 21 janvier 1995             |
| 4      | La Balle catastrophique                           | El balón catastrófico              | 22 janvier 1995             |
| 5      | Les superhéros du Professeur Bacterium            | Los espantajomanes                 | 28 janvier 1995             |
| 6      | Le Cas des ravisseurs                             | Los secuestradores                 | 29 janvier 1995             |
| 7      | Bribes                                            | ¡Soborno!                          | 4 février 1995              |
| 8      | Témoins de l'accusation (premier épisode produit) | Testigo de cargo                   | 5 février 1995              |
| 9      | La Mission de chiens                              | Misión de perros                   | 11 février 1995             |
| 10     | Le Cas de Billy Horrendous                        | Billy el « Horrendo »              | 12 février 1995             |
| 11     | Les Inventions du Professeur Bacterium            | Los inventos del profesor Bacterio | 18 février 1995             |
| 12     | Le Cas des diamants                               | Los diamantes de la gran duquesa   | 19 février 1995             |
| 13     | L'Affaire de la Statue de la Liberté              | La estatua de la Libertad          | 25 février 1995             |

### Seconde saison
| Numéro | Titre (VFB)                                                    | Adapté de (bande dessinée)           | Date de diffusion (Espagne) |
| ------ | -------------------------------------------------------------- | ------------------------------------ | --------------------------- |
| 14     | Rue Safari                                                     | Safari callejero                     | 26 février 1995             |
| 15     | Il y a un traitre dans la T.I.A.!                              | Hay un traidor en la T.I.A.          | 4 mars 1995                 |
| 16     | La Revanche de Ting-a-Ling                                     | El premio No-vel                     | 5 mars 1995                 |
| 17     | La Brigade d'écoute                                            | La brigada bichera                   | 11 mars 1995                |
| 18     | Le Désir de pouvoir                                            | El ansia de poder                    | 12 mars 1995                |
| 19     | Le Poulet aux œufs d'or                                        | La gallina de los huevos de oro      | 18 mars 1995                |
| 20     | L'Élastine                                                     | La elasticina                        | 19 mars 1995                |
| 21     | Cas aérien                                                     | Secuestro aéreo                      | 25 mars 1995                |
| 22     | L'Autre côté du Professeur Bacterium (dernier épisode produit) | El otro « yo » del profesor Bacterio | 26 mars 1995                |
| 23     | La Machine à cloner                                            | La máquina de copiar gente           | 1er avril 1995              |
| 24     | À la recherche de l'antidote                                   | El antídoto                          | 2 avril 1995                |
| 25     | Contrebande                                                    | Contrabando                          | 8 avril 1995                |
| 26     | Les Pots fous                                                  | Los cacharros majaretas              | 9 avril 1995                |

## Voix françaises
- David Manet : Mort (Mortadel), voix additionnelles
- Peppino Capotondi : Monsieur L. (Super), Pr Bacterium (Bacterio), voix additionnelles
- Nathalie Stas : Ophélia, voix additionnelles
- Olivier Cuvellier : narrateur, voix additionnelles

## Sorties DVD
En 2003, à l'occasion du 45e anniversaire de la première publication des personnages, plusieurs journaux proposent une série en DVD, chacun composé de trois ou quatre épisodes, selon l'occasion, sur une base hebdomadaire en achetant le journal et en payant une certaine somme d'argent, suivant un ordre différent de celui de la série, qui coïncidait également avec l'adaptation cinématographique. Les DVD durent entre 75 et 100 minutes. Voici quelques-uns des journaux :
- El Periódico Extremadura : les DVD commencent à être publiés le 15 mars 2003 au prix de 5,95 euros plus l'achat du journal ; la promotion s'est terminée le 3 mai[29].
- El Periódico de Aragón et Córdoba : les DVD commencent à être publiés le 16 mars 2003 au prix de 11,95 euros (1 990 pesetas), bien que les journaux aient bénéficié d'un coupon de réduction de 6 euros, de sorte que le prix final était de 5,95 euros plus l'achat du journal ; la promotion se terminé le 4 mai 2003[30],[31].

En juin 2006, la série complète sort en DVD, divisée en 6 packs distincts, chacun composé de cinq ou quatre épisodes, dont l'ordre est différent de celui utilisé dans la série.

## Accueil
Lors de la promotion, Francisco Ibáñez s'est dit enchanté par le projet : « Ils sont exactement comme mes personnages ». Cependant, des années plus tard (1998), lorsqu'on lui a demandé son avis sur les adaptations de ses personnages au cinéma et à la télévision, il a répondu : « Je suis allé dans une école privée et je n'aime pas jurer », bien qu'il ait ajouté que les adaptations de la bande dessinée à l'animation sont toutes difficiles. À une autre occasion, il a décrit la série comme un « dessin animé déprimé », par dérision, en raison de la piètre qualité de l'animation.
La série remporte le prix Zapping de la meilleure série d'animation interne en 2004, est finaliste des prix TP de Oro en 1995, et est nommée meilleur programme pour enfants lors de la quatrième édition des prix Foro del Espectador.
Elle est également soutenue par l'Asociación de Telespectadores y Radioyentes. Elle connait un grand succès auprès des enfants âgés de 4 à 12 ans, étant le troisième programme pour enfants le plus regardé à l'époque. Elle est diffusée dans 11 pays ainsi qu'en Espagne.